# Elysius superba
Elysius superba är en fjärilsart som beskrevs av Druce 1884. Elysius superba ingår i släktet Elysius och familjen björnspinnare. Inga underarter finns listade i Catalogue of Life.